# Haçane I de Marrocos
Haçane I, Hacem I, Hácene I, Hassam I, Hassamo I, Hassane I, Hassim I (em árabe: الحسن الأول; romaniz.: al-Hasan al'awal; 1836 – Tédula, 9 de junho de 1894) foi um mulei (em árabe: مولاي; romaniz.: mulay) e sultão do Marrocos da dinastia alauita que reinou de 1873 a 1894.

## Vida
Haçane nasceu em 1857 e pertencia à dinastia alauita. Logo que ascendeu ao trono em 12 de setembro de 1873, precisou agir para garantir a preservação da ordem pública no Marrocos para inibir tentativas dos europeus de anexar o país. Embora conservador, se preocupou com a modernização do reino. Criou exército permanente que foi instruído por mercenários europeus contratados e gastou boa parte de seu reinado combatendo tribos rebeldes. Além disso, estudantes marroquinos foram enviados à Europa para adquirirem habilidades técnicas. Faleceu em Tédula em 9 de junho de 1894.